# 亨加諾菲縣
6°15′37″S 145°35′46″E / 6.2603°S 145.5960°E
亨加諾菲縣（英語：Henganofi District），是巴布亞新畿內亞的縣份之一，位於新畿內亞島東部，由東高地省負責管轄，首府設於亨加諾菲，面積941平方公里，2011年人口62,904，人口密度每平方公里67人。